# Terra incognita
『terra incognita』（テラ・インコグニータ）は、perfect piano lessonの1枚目のミニアルバム。2008年6月4日、under_barより発売。

## 解説
前作のフルアルバム「modernize.」から約１年半ぶりにリリースされた。タイトルは「未開の土地」という意味。
大枠は前作の延長線上にあるが、柔らかく穏やかな楽曲が増えているのが特徴的。
一部は特典としてライブ映像と、「springstorm」のPVが収録されたDVDが付属。

## 収録曲
全作曲：perfect piano lesson
1. morning spider　(3:06)
2. springstorm (3:24)
PVが作成されている。
3. death at the library (3:44)
4. stew (4:12)
5. nocturne (4:21)
6. untitled (7:23)
7. electric city (2:08)

### DVD
1. PV[springstorm]

-ARABAKI ROCK FESTIVAL '08-
1. tauntin'
2. morning spider

-LIVE-
1. two hundred and forty one mondays
2. electric city